# Ocyptamus dolorosus
Ocyptamus dolorosus är en tvåvingeart som först beskrevs av Hull 1950.  Ocyptamus dolorosus ingår i släktet Ocyptamus och familjen blomflugor. Inga underarter finns listade i Catalogue of Life.